# 2014 في العراق
فيما يلي قوائم الأحداث التي وقعت خلال عام 2014 في العراق.

## أحداث
- 12 يونيو – مجزرة سبايكر
- 1 يناير – الحرب الأهلية العراقية
- 5 يونيو – هجوم شمال العراق
- 30 أبريل – الانتخابات التشريعية العراقية 2014

## سياسة

### تعيين في المنصب
- 24 يوليو – فؤاد معصوم رئيس العراق.
- 8 سبتمبر – حيدر العبادي رئيس وزراء العراق.
- 9 سبتمبر – إياد علاوي نائب رئيس جمهورية العراق.

### انتهاء فترة المنصب
- 24 يوليو – جلال طالباني رئيس العراق.
- 8 سبتمبر – نوري المالكي رئيس وزراء العراق.

## أفلام
من الأفلام التي صدرت هذه السنة في العراق:
- 1 يناير – الأوديسة العراقية من إخراج سمير (كاتب).
- 1 يناير – مردان
- 9 نوفمبر – بيكاس من إخراج كارزان قادر [الإنجليزية]‏.

## كتب
من الكتب التي صدرت هذه السنة في العراق:
- 1 يناير – ريام وكفى من تأليف هدية حسين.

## وفيات

### يناير
- 1 يناير – أبو أحمد العلواني
- 1 يناير – حجي بكر عسكري عراقي.
- 1 يناير – رؤوف رشيد عبد الرحمن (مواليد 1941)
- 27 يناير – عبد الكريم زيدان (مواليد 1917)

### مارس
- 11 مارس – إدموند ليفي (مواليد 1941) قاضي إسرائيلي.
- 21 مارس – إغناطيوس زكا الأول عيواص (مواليد 1933)

### أبريل
- 8 أبريل – عمانوئيل الثالث دلي (مواليد 1927)

### مايو
- 22 مايو – أحمد مطر (مواليد 1954) شاعر عراقي.

### يونيو
- 5 يونيو – أبو عبد الرحمن البيلاوي (مواليد 1971)
- 29 يونيو – ماهر عبد الرشيد (مواليد 1945) ضابط عراقي.

### أغسطس
- 29 أغسطس – مار نرسي توما (مواليد 1941) قس عراقي.

### نوفمبر
- 7 نوفمبر – أبو أيمن العراقي (مواليد 1965)
- 20 نوفمبر – واثق ناجي (مواليد 1940) لاعب كرة قدم عراقي.